# Ойос, Лукас
Лу́кас Адриа́н О́йос (исп. Lucas Adrián Hoyos; родился 29 апреля 1989 года, Гуаймальен, провинция Мендоса) — аргентинский футболист, вратарь клуба «Ньюэллс Олд Бойз».

## Биография
Лукас Ойос — воспитанник академии клуба «Ньюэллс Олд Бойз» из Росарио. К основному составу стал привлекаться в 2010 году, однако на взрослом урвоне дебютировал в другой команде, куда был отдан в аренду — в «Сан-Мартине» (Тукуман), который играл в Торнео Архентино A (третьем по уровню дивизионе страны). Сезоны 2012/13 и 2013/14 Ойос успешно провёл в команде «Химнасия и Эсгрима» (Хухуй), игравшей в Примере B Насьональ. Лишь после возвращения из аренды Лукас сумел дебютировать в аргентинской Примере. 20 ноября 2014 года Ойос вышел на замену Оскару Устари на 52 минуте матча против «Дефенсы и Хустисии». Счёт был 0:0, но на 71 минуте «Дефенса» забила единственный мяч в этой игре.
После завершения контракта с «Ньюэллсом» Лукас Ойос в начале 2015 года перешёл в «Институто». Отыграв два сезона в Примере B Насьональ, Ойос воспользовался пунктом в контракте, позволяющем игроку досрочно прекратить соглашение в случае приглашения от клуба Примеры. Ойос перешёл в «Атлетико Рафаэлу».
После сезона, проведённого в элите, Лукас принял решение вернуться в «Институто». Вратарь отмечал, что ему было важно играть за этот клуб в год его столетия.
С 2018 года Ойос выступает за «Велес Сарсфилд».